# Шапкинский сельсовет (Красноярский край)
Шапкинский сельсовет — сельское поселение в Енисейском районе Красноярского края.
Административный центр — посёлок Шапкино.

## Население
| 2010 | 2012 | 2013 | 2014 | 2015 | 2016 | 2017 |
| ---- | ---- | ---- | ---- | ---- | ---- | ---- |
| 840  | ↘788 | ↘740 | ↘718 | ↘697 | ↘679 | ↘624 |

## Состав сельского поселения
В состав сельского поселения входит один населённый пункт — посёлок Шапкино.

## Местное самоуправление
Шапкинский сельский Совет депутатов
Дата избрания: 13.09.2015. 
Глава муниципального образования
- Загитова Любовь Ивановна. Срок полномочий: 5 лет